# Измайлово (Ельнинский район)
Изма́йлово   — деревня  в  Смоленской области России,  в Ельнинском районе. Население — 34 жителя  (2007 год) .  Расположена в юго-восточной части области  в 14 км к северу от города Ельня, у автодороги  Р137 Сафоново — Рославль, на берегу реки Гастижа. Входит в состав Рождественского сельского поселения.   